# هجوم الجوف
هجوم الجوف كان هجومًا للحوثيين بدأ في فبراير 2020 باشتباكات في محافظة الجوف خلال الحرب الأهلية اليمنية. تمكنت قوات الحوثي من السيطرة على مدينة الحزم في 1 مارس 2020 من حكومة هادي. في 27 أبريل، انتهت المرحلة الأولى من الهجوم باستيلاء الحوثيين على 3500 كيلومتر مربع من الأراضي في محافظة الجوف. بعد التعزيزات، أطلق الحوثيون المرحلة الثانية من هجومهم في 27 مايو، وأحرزوا مزيدًا من التقدم نحو مدينة مأرب واستولوا على قاعدة ماس العسكرية في 20 نوفمبر 2020. أوقف الحوثيون الهجوم في 5 فبراير 2021، من أجل حساب المتغيرات في التحالف الذي تقوده السعودية والمجلس الانتقالي الجنوبي. بعد تعزيزهم مرة أخرى، شن الحوثيون هجومًا جديدًا على مدينة مأرب في 7 فبراير.

موقع محافظة الجوف في اليمن

## المرحلة الأولى
بعد أسابيع من الاشتباكات اقتحم مقاتلو الحوثي مدينة الحزم عاصمة محافظة الجوف من اتجاهات مختلفة في 1 مارس 2020. وقال مسؤول بحكومة هادي لوكالة أنباء شينخوا، إن قوات هادي فشلت في صد مقاتلي الحوثي من اقتحام الحزم من الجانبين الغربي والشمالي الغربي. وانتشرت قوات الحوثي في مناطق متفرقة من المدينة فيما انسحبت جميع القوات الموالية لهادي إلى مدينة مأرب. وأسفر القتال عن مقتل عشرات الجنود.
وقال المتحدث باسم جماعة الحوثي إن الجماعة سيطرت على معظم مناطق الجوف باستثناء بعض المناطق القريبة من السعودية. تتألف المناطق التي استولت عليها المجموعة من منطقتي خب والشعف واليتمة. وبعد ذلك، وجهت قوات الحوثي هجومها على محافظة مأرب بهدف استهداف مدينة مأرب.
أفادت مصادر محلية، في 18 مارس، أن قوات الحوثي طردت القوات المدعومة سعودياً من جبل عطياس، وهو قاعدة في جبل الكفيل، وجبل الغبرة، فيما ترددت أنباء عن وقوع اشتباكات بالقرب من طلعة الحمراء.
في 28 مارس، وفقًا للجناح الإعلامي للحوثيين، استولى مقاتلو الحوثي على معسكر كوفل. وبعد يومين أفادت مصادر محلية بأن مقاتلين حوثيين استولوا على قاعدة اللبنات العسكرية في جبال اللبنات من قوات التحالف بقيادة السعودية. أتاح الاستيلاء على القاعدة العسكرية لقوات الحوثي تسليح اللجان الشعبية المتحالفة معهم، وكان الهدف من الهجوم هو تطويق معقل الإصلاح في محافظة مأرب الغنية بالنفط. ووردت أنباء عن استمرار المعارك في معسكر كوفل.
في 4 أبريل، أصدرت القوات الحكومية اليمنية بيانًا قالت فيه إن القوات الحكومية المدعومة من الغارات الجوية للتحالف بقيادة السعودية شنت هجومًا على مقاتلي الحوثي في مديرية صرواح بمحافظة مأرب. وبحسب قوات حكومة هادي، فقد أدى القتال إلى مقتل 25 مسلحًا حوثيًا وتدمير عدة مركبات. وفي اليوم نفسه، أفادت وسائل إعلام موالية للحوثيين أن الاشتباكات أسفرت عن مقتل قائد كبير وعدد من جنود القوات الحكومية. وبحسب إعلام الحوثيين، قُتل وجُرح 80 من قوات الحكومة الموالية لهادي. - قائد اللواء 310 اللواء محمد كامل الذيفاني، وتأكد مقتل قائد العمليات العماد حميد المسوري وقائد اللواء 72 اللواء خالد الجمعي في القتال.
في 8 أبريل، أعلن تركي المالكي وقف إطلاق النار لمدة أسبوعين، جزئياً لتجنب تداعيات وباء جائحة فيروس كورونا. وكتب نائب وزير الدفاع السعودي الأمير خالد بن سلمان على تويتر أن السعودية ستساهم بمبلغ 500 مليون دولار لخطة الأمم المتحدة للاستجابة الإنسانية في اليمن في عام 2020 و25 مليون دولارًا أخرى للمساعدة في مكافحة انتشار فيروس كورونا.
في 10 أبريل، أعلن الحوثيون الاستيلاء على قاعدة الخنجر العسكرية من قوات التحالف بقيادة السعودية بعد عدة هجمات.
في 21 أبريل، استولى مقاتلو الحوثي على قاعدة الجفرة من قوات التحالف بقيادة السعودية. في وقت لاحق، حُشدت قوات الحوثي لمهاجمة وادي ومعسكر ماس. وعرضت وسائل إعلام حوثية في اليوم نفسه مقطع فيديو مدته 15 دقيقة للاستيلاء على قاعدة لتنظيم القاعدة في جزيرة العرب في منطقة الخساف بالجوف. وأظهرت اللقطات سجنا وأحزمة ناسفة وذخيرة ووثائق عملياتية للقاعدة.
بحلول 28 أبريل، قالت قوات الحوثيين إنها تمكنت من الاستيلاء على 11 من المديريات الاثنتي عشرة و95٪ من محافظة الجوف، مع بقاء منطقة خب والشعف الشرقية فقط تحت سيطرة التحالف الذي تقوده السعودية.

## المرحلة الثانية
في 27 مايو، أطلق مقاتلو الحوثي صاروخين باليستيين على قوات حكومة هادي المدعومة سعوديا في محافظة مأرب. استهدف صاروخ مقرا للجيش وآخر معسكرا للجيش. وأسفر الهجوم عن مقتل 7 ضباط، بينهم ابن رئيس الأركان الفريق صغير بن عزيز وابن أخيه، وكلاهما ضابطان. نجا رئيس الأركان من الهجوم.
في 30 مايو، أفادت وسائل الإعلام الإقليمية عن مغادرة جنود أمريكيين وسعوديين من محافظة مأرب. كان أحد الأسباب المزعومة هو تجنب هجمات الحوثيين وضرباتهم الصاروخية.
في 3 يونيو، قتلت عبوة ناسفة 9 جنود من حكومة هادي وضباط رفيعي المستوى، بمن فيهم رئيس عمليات اللواء 81 مشاة العميد عبد الله أحمد العبدي وقائد الكتيبة الثانية العقيد علي عمر مراد. وقتل عقيد آخر بانفجار عبوة ناسفة أخرى بعد ذهابه إلى المنطقة للتحقيق. في الأسابيع اللاحقة، قُتل ما مجموعه 13 ضابطاً في كمائن نصبتها عبوات ناسفة بالقرب من المنطقة العسكرية السابعة في مأرب.
أفادت مصادر إعلامية مقربة من الحوثيين، في 24 يونيو 2020، بمقتل قادة بارزين في قوات حكومة هادي بما في ذلك المقدم صالح عبده هاشم الجمالي والنقيب إبراهيم العكي والنقيب آدم جربان قائد من الكتيبة الرابعة في اللواء 141. ووردت أنباء عن مقتل عدد من الجنود الآخرين وسط أنباء عن انهيار مستشفيات في شبوة ومأرب جراء قتلى معارك.
في 17 أغسطس 2020، شنت القوات الموالية لهادي هجوماً مضاداً لاستعادة الجوف. وأسفر الهجوم عن مقتل ثمانية جنود بينهم اللواء محمد علي روقن من اللواء 122 بالجيش.
قالت وسائل إعلام تابعة للحوثيين، في 22 أغسطس 2020، إن قوات الحوثي استولت على معسكر ماس شمال غرب مأرب، بعد هزيمة قوات حكومة هادي وقوات حزب الإصلاح. تعرض معسكر ماس للهجوم مرتين دون جدوى من قبل مقاتلي الحوثي في 4 أبريل و16 يوليو، ويقال إنه القاعدة العسكرية الرئيسية للقوات التي تقودها المملكة العربية السعودية في غرب مأرب ويطل على طريق صنعاء-مأرب.
في 7 سبتمبر 2020، أحرزت قوات الحوثيين مزيدًا من التقدم في محافظة مأرب واقترتب من المدينة نفسها، حسبما أفاد محمد البخيتي، عضو جماعة الحوثي، عبر وسائل التواصل الاجتماعي.
وقالت القوات الموالية لهادي، في 13 سبتمبر 2020، إنها استولت على مركز قيادة للحوثيين في محافظة الجوف.
في 10 أكتوبر 2020، أعلنت القوات الموالية لهادي أنها استعادت السيطرة على معسكر الخنجر الاستراتيجي.
في 20 نوفمبر 2020، استولت قوات الحوثي على معسكر ماس بعد ثلاث هجمات سابقة فاشلة. قد يسمح الاستيلاء للحوثيين بالسيطرة على منطقتي رغوان ومدغل.
في 5 فبراير 2021، ورد أن الحوثيين أوقفوا هجومهم على مأرب والجوف من أجل حساب التغييرات في التحالف الذي تقوده السعودية والانفصاليون الجنوبيون.
في 7 فبراير 2021، جدد الحوثيون هجومهم من الجوف إلى محافظة مأرب.

## ما بعد الهجوم
في 24 مارس 2021، استولت قوات الحوثيون على مساحات شاسعة من المناطق الصحراوية في الجوف المتاخمة للسعودية. أفادت مصادر إقليمية، بحلول ديسمبر 2021، أن قوات الحوثي سيطرت على جميع المناطق الواقعة بين محافظة الجوف والحدود السعودية، بما في ذلك مديرية خب والشعف التي كانت تسيطر عليها محافظة هادي.

## التحليلات
اعتبر رئيس مركز صنعاء للدراسات أن السيطرة على الحزم «يغير قواعد اللعبة» بالنسبة للحوثيين، ويمكن أن يغير «مسار الحرب» كليًا. ووصف مبعوث الأمم المتحدة في اليمن مارتن غريفيث الهجوم بأنه «التصعيد العسكري الأكثر إثارة للقلق» في الحرب.